# Guilhermina Suggia
Guilhermina Augusta Xavier de Medin Suggia GOC • ComSE (Porto, São Nicolau, 27 de Junho de 1885 — Porto, 30 de Julho de 1950) foi uma violoncelista portuguesa.

## Biografia
Filha de Augusto Jorge de Medin Suggia (Lisboa, 11 de Março de 1851 -Porto, 29 de Março de 1932) e de sua mulher Elisa Augusta Xavier (Lisboa, 26 de Novembro de 1850 - Porto,29 de Outubro de 1932).
O pai foi violoncelista no Real Teatro de São Carlos e aluno no Conservatório de Música de Lisboa. Já casado recebeu o convite para dar aulas nas escolas da Santa Casa da Misericórdia de Matosinhos. O casal foi viver para o Porto onde nasceram as duas filhas: Virgínia e 3 anos mais tarde Guilhermina. Passados cerca de 2 anos tiveram que deixar a casa da Rua Ferreira Borges, que foi demolida e foram morar para a Casa de Manhufe/Casa do Leão (ainda de pé), em Matosinhos. O pai estuda muito e Guilhermina com 2 anos já pedia para o ir ouvir e para ele tocar determinadas músicas. Neste ambiente familiar Guilhermina  aos 5 anos pede-lhe para a ensinar a tocar violoncelo. O pai andava felicíssimo com as raras qualidades que ia descobrindo na filha. A sua primeira aparição pública verificou-se quando tinha sete anos de idade, em Matosinhos.
Guilhermina ao violoncelo e a sua irmã Virgínia (3 anos mais velha) ao piano, eram convidadas para actuar no seio cultural portuense. Com apenas 13 anos, Guilhermina era violoncelista principal da Orquestra do Orpheon do Porto, tocando também com o quarteto de cordas Bernardo Moreira de Sá. No verão de 1898 o já famoso violoncelista Catalão Pau Casals, abrilhantava as noites no Casino de Espinho. Moreira de Sá recomenda a Augusto Suggia que vá com a filha  escutar Casals. Assim foi e, no final da actuação vão conversar com o violoncelista. Augusto fala-lhe da filha e Casals sugere que ela toque para a ouvir. Passa-lhe o seu violoncelo. Ficou de tal modo agradavelmente surpreendido que se propõe dar-lhe aulas durante esse verão, ali em Espinho. E uma vez por semana, Augusto e Guilhermina vão de comboio até Espinho.

### A ida para o estrangeiro
Em 27 de Março de 1901 as duas irmãs actuaram no Palácio das Necessidades em Lisboa, para a Família Real. Com 15 anos apenas, Guilhermina respondeu a uma interpelação da rainha Dona Amélia sobre qual seria o sonho da sua vida, dizendo que gostaria de aperfeiçoar os seus conhecimentos musicais no estrangeiro.
Uns meses depois o Governo do Reino concedeu-lhe uma bolsa para estudar no local da sua eleição, o que possibilitou a ida, acompanhada pelo pai, para o Leipzig, Alemanha, onde iria ter aulas particulares com Julius Klengel, violoncelista da famosa Gewandhaus Orquestra dirigida por Arthur Nikisch, em Novembro de 1901. A vida de pai e filha em Leipzig era extremamente difícil pois a bolsa cobria os custos com as aulas e a estadia de Guilhermina mas não de seu pai nem das despesas acessórias que iam sendo necessárias.
Família de poucos recursos, rapidamente a situação financeira se foi degradando, com a irmã mais velha, pianista até então já conhecida, a sacrificar a sua carreira futura para sustentar irmã e pais, dando aulas particulares de piano a um grupo de alunos. Com 20 anos, Virgínia providenciava o sustento da família sendo a única que trazia proventos e que financiava todo aquele investimento na irmã. Apesar da agudização da situação financeira, o regresso de Guilhermina foi adiado sucessivamente até à sua apresentação histórica no concerto comemorativo do aniversário da orquestra Gewandhaus em Novembro de 1902. Tinha apenas 17 anos. Nunca um intérprete tão jovem havia actuado com a orquestra, muito menos como solista e menos ainda do sexo feminino. O êxito foi total e, face aos pedidos do público, o maestro pediu-lhe que repetisse o concerto na íntegra. Começava aqui o seu sucesso internacional.

### O regresso ao Porto
Em Março de 1903 regressa à sua terra natal conquistando o público portuense num concerto em que actuou acompanhada pela sua irmã Virgínia.
A vida de Guilhermina transforma-se completamente e a partir dessa altura é acolhida nas salas de concerto pela Europa fora, na Suíça, Haia, Bremen, Amesterdão, Paris, Mogúncia, Bayreuth, Praga, Viena, Berlim, Rússia, Roménia onde o sucesso foi tão grande que o público lhe chamava “Paganina!” (referindo-se ao eterno Paganini).

### Paris
Em 1906 Suggia está em Paris e toca para Casals, que havia conhecido oito anos antes em Espinho, e com quem se tinha reencontrado em Leipzig, durante as visitas do catalão ao professor Julius Klengel. Nesse mesmo ano começa a partilhar com ele a mesma casa, a Villa Molitor, sendo famosos os convívios do casal com pintores, músicos, filósofos e escritores. O romance com Pau Casals, músico famoso, encheu as páginas dos jornais. O compositor húngaro Emánuel Moór dedicou-lhes o "Concerto para dois violoncelos".
Todavia em 1913 o casal separa-se de uma forma abrupta, possivelmente por motivos passionais. Guilhermina muda-se para Londres no ano seguinte e Casals casa-se com uma cantora norte-americana.

### Londres
Guilhermina vai viver para Londres tornando-se este o centro da sua actividade musical.
Durante a sua estadia em Londres tocou com a Royal Philharmonic Society, a State Simphony Orchestra, a BBC Symphony Orchestra, a London Symphony Orchestra. Os seus recitais no Royal Albert Hall ou no Wigmore Hall motivam as melhores críticas da imprensa da época.
As entradas em palco eram descritas como imponentes e a interpretação como revelando um domínio absoluto do instrumento e a compreensão total da obra tocada. As críticas da altura referem que os aplausos são estrondosos, ressoando nas salas com assistências enfeitiçadas. Suggia é, acima de tudo, aclamada.

### O regresso às origens
Apesar de se manter ligada à capital inglesa, adquire em 1924 uma casa no Porto, na Rua da Alegria, 894, a fim de conciliar os pais, ao mesmo tempo que declara como sua morada oficial essa casa. A 27 de agosto de 1927 com o médico José Casimiro Carteado Mena (10 de fevereiro de 1876 - 20 de março de 1949), de quem não teve descendência e vão morar para o nº 665 da mesma Rua da Alegria. Nos anos 30 regressa de vez à sua terra natal reforçando os laços musicais com compositores e intérpretes portugueses, tocando no Porto, em Lisboa, Aveiro, Viana do Castelo, Braga e pela mão de António Madeira em Viseu.
No final dos anos 40 promove com Maria Adelaide de Freitas Gonçalves, directora do Conservatório de Música do Porto, a criação da Orquestra Sinfónica do Conservatório, integrando alunos finalistas dessa escola, tendo Guilhermina sido solista no concerto de apresentação da Orquestra, a 21 de Junho de 1948, no Teatro Rivoli.
Em 1949, Guilhermina, com sinais da doença fatal que a afectava, cria o Trio do Porto, constituído por ela, pelo violinista Henri Mouton e pelo violetista François Broos.
Em 31 de Maio de 1950 toca pela última vez em público, num recital no Teatro Aveirense, para os sócios do Círculo de Cultura Musical de Aveiro, acompanhada ao piano por Maria Adelaide de Freitas Gonçalves.
Em Junho foi sujeita a uma cirurgia numa clínica em Londres. . Na altura é acarinhada pelos amigos e fica especialmente sensibilizada pelo bilhete e flores que recebe do Rei de Inglaterra. Aceitando o seu destino, regressou ao Porto onde veio a falecer em casa na noite de 30 de julho de 1950, vitimada por cancro.
Guilhermina Suggia tinha vários violoncelos. Entre eles destacam-se os famosos Stradivarius (Cremona, 1717) e Montagnana (Cremona, 1700 - dúvidas no 3º algarismo mas supõe-se ser um zero). Por desejo testamentário foram ambos vendidos e com o fruto da sua venda foram instituídos prémios anuais aos melhores alunos de violoncelo da Royal Academy of Music de Londres, a e do Conservatório de Música do Porto.
A 5 de Outubro de 1937 (17.º aniversário da República) foi agraciada com o grau de Comendadora da Ordem Militar de Sant'Iago da Espada, uma honra raras vezes concedida a senhoras, e a 2 de Fevereiro de 1944 com o grau de Grande-Oficial da Ordem Militar de Cristo. Em 1938 foi-lhe concedida a Medalha de Ouro da cidade do Porto.

## Obra
Guilhermina revolucionou o instrumento em técnica, posição e sonoridade.
Abriu as portas profissionais do violoncelo às mulheres, até então quase fechadas. De facto, o considerável gasto de energia exigido para manejar a envergadura do violoncelo, acrescido do facto de as boas maneiras da época obrigarem a colocar o instrumento de um ou outro lado do corpo obrigando a uma significativa contorção do dorso, tornavam o instrumento ainda mais inacessível às executantes femininas.(Note-se que ainda em 1930 o violoncelo era tido como um instrumento indecoroso para as mulheres, sendo então proibida a contratação de violoncelistas mulheres pela própria orquestra da BBC).
Para Suggia, o violoncelo é o mais extraordinário de todos os instrumentos, considerando-o ela o único que tem a possibilidade de suster um baixo por um longo período e a possibilidade de cantar uma melodia praticamente em qualquer registo. Porém, para que se revele a substância musical do violoncelo, é preciso que a técnica não seja estudada apenas como destreza, mas que tenda sempre para a música. "A técnica é necessária como veículo de expressão e quanto mais perfeita a técnica, mais livre fica a mente para interpretar as ideias que animaram o compositor". Guilhermina Suggia, "The Violoncello" in Music and Letters, nº 2, vol. I, Londres, Abril de 1920, 106.
Em 1923 o pintor galês Augustus John haveria de deixar na tela  para a posteridade um pouco da fibra e da atitude interpretativa de Guilhermina Suggia durante as suas actuações. Conforme o próprio relatou, durante as sessões no seu atelier, Suggia tocava Bach. É divino o momento que capta o pintor. Coloca-lhe, por isso, um fantástico vestido vermelho.
Suggia tocava todos os importantes concertos da época para violoncelo e orquestra – os concertos de Haydn, Elgar, Saint-Saëns, Schumann, Eugen d'Albert, Dvořák.

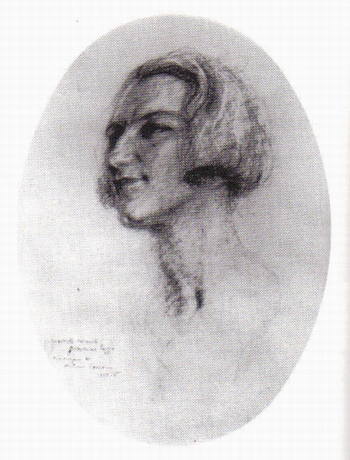
Guilhermina Suggia por António Carneiro

## Discografia (gravações)
Em 78 rotações (por ordem alfabética de compositor - apelido):
- Thomas Augustine Arne - Sonata em si menor (Arr. H. Craxton), Ivor Newton – piano, DECCA AR 10907-1-2,    (Gravado em  Novembro de 1946) -  Não publicado;

  ***** 
  -Johann Sebastian Bach 
  Adagio BMW 564 (arr. A. Siloti); 
  Ivor Newton-piano 
DECCA AR 10906-1-2
(gravado em  Novembro de 1946)
Não publicado;
*****
-Johann Sebastian Bach
Suite para violoncelo Solo - BWV 1009 - Prelúdio
HMV DB 764
( Novembro de 1923);
*****
-Johann Sebastian Bach
Suite para violoncelo solo - BWV 1009 - Allemande
HMV DB 764
(Julho de 1924);
*****
-Johann Sebastian Bach
Suite para violoncelo solo - BWV 1009 - Sarabande
HMV - Não publicado
(Gravado em Julho de 1924);
*****
-Johann sebastian Bach
Suite para violoncelo solo - BWV 1009 - Bourrée I & II
HMV - Não publicado
(Gravado em Julho de 1924);
*****
-Johann Sebastian Bach
Suite para violoncelo solo - BWV 1009 - Bourrée I & II
HMV DA 888
(Gravado em Junho de 1927);
*****
-Johann Sebastian Bach
Suite para violoncelo solo - BWV 1009 - Gigue
HMV DA 888
(Gravado em Junho de 1927);
*****
-Luigi Boccherini
Sonata em La Maior (Arr. de A. Piatti)
George Reeves - piano
HMV DB 856
(gravado em Outubro de 1923)
*****
-Luigi Boccherini
Quinteto em MI Maior, op.11, nº 5 - Rondo (Arr.P.Bazelaire)
George Reeves - piano
HMV DA 1073
(Setembro de 1923)
*****
-Max Bruch
Kol Nidrei, op. 47
Orquestra desconhecida- direcção de Lawrence Collingwood
HMV DB 1083
(Fevereiro de 1927)
*****
-François Cupis de Camargo
Moto perpétuo (Arr.T.Nachez & J. van Lier)
George Reeves - piano
Não editado)
(Gravado em Setembro de 1929)
*****
-François Cupis de Camargo
Moto Perpétuo (Arr. T. Nachez & J.van Lier)
Reginald Paul - piano
HMV DA 1181
(Gravado em Dezembro de 1930)
*****
-Jean François Dandrieu
Allegro spiritoso& Aria
George Reeves - piano
Harold Craxton - piano
HMV DB 1066
(Gravado em Fevereiro e Junho de 1927);
*****
-John Eccles
Sonata em sol menor (Arr. J.Salmon)
Ivon Newton - piano
DECCA (não publicado)
((Gravado em Novembro de 1946);
*****
-Gabriel Fauré
Elegia em Dó menor, op. 24
Reginauld Paul - piano
HMV DA 1176
(Gravado em Novembro e Dezembro de 1930);
*****
-Gabriel Fauré
Sicilienne, op. 78
Reginauld Paul - piano
HMV DB 1476
(Gravado em Novembro de 1930);
*****
-Alexander Glazunov
Sérénade Espagnole, op. 20 Nº 2
George Reeves - piano
HMV DA 570
(Gravado em Outubro de 1923).;
*****
- Christoph Willibalb von Gluck
Melodia de Orfeu (Arr. F Kreisler)
George Reeves - piano
HMV DA 1065
(Gravado em Setembro de 1929);
*****
-Francesco Guerini
Allegro con brio (Arr. J. Salmon)
George Reeves - piano
HMV DA 1066
(Gravasdo em Setembro de 1929);
*****
-Joseph Haydn
Minuet em Dó (Arr. A. Piatti)
George Reeves - piano
Harold Craxton - piano
HMV DB 1066
(Gravado em Fevereiro e Junho de 1927);
*****
-Joseph Haydn
Cello concerto nº 2, em Ré Maior, op. 101
Orquestra desconhecida com direcção de John Barbirolli
HMV D 1518/20
(gravado em Julho de 1928);
*****
-George Henschel
Au temps jadis: Gavotte
George Reeves - piano
HMV DA 570
(Gravado em Outubro e Novembro de 1923);
*****
-Fritz Kreisler
Polichinelle - Serenade
George Reeves - piano
HMV Da 1073
(Gravado em Setembro de 1923);
*****
-Edouard Lalo
Cello Concerto em ré menor: Intermezzo
Orquestra desconhecida com direcção de Lawrance Collingwood
HMV DB 1094
(Gravado em Fevereiro e Junho de 1927);
*****
-Edouardo Lalo
Cello Concerto em ré menor
London Symphony Orchestra com direcção de Pedro de Freitas Branco
DECCA  AX 349/52
(Gravado em  Novembro de 1946);
*****
-Benedetto Marcello
Sonata nº 3 em Dó (Arr. J. Salmon) - Largo & Allegro
George Reeves - piano
HMV DA 1066
(Gravado em Setembro de 1929);
*****
-Antonio de Pianelli
Sonata Em Sol: ViLlanele (Arr. J. Salmon)
Reginald Paul - piano
HMV DA 1181
(Gravado em Dezembro de 1930);
*****
-David Popper
Vito - spanish dance, op. 54, nº5
George Reeves - piano
HMV DB 680
(Outubro de 1923);
*****
-David Popper
Tarantella em Sol Maior, op. 33
George Reeves - piano
HMV DB 763
(Julho de 1924);
*****
-David Popper
Mazurka Nº 1, op. 11, nº 3
George Reeves - piano
HMV DB 902
(Julho e Outubro de 1925);
*****
.David Popper
Spinning Song, op. 55, nº 1
George Reeves - piano
HMV DB 902
(Julho e Outubro de 1925);
*****
-Nicola Antonio Porpora
Sonata em Fá
George Reeves - piano
HMV (Não publicado)
(Gravado em Julho de 1925);
*****
-Maurice Ravel
Peça em Forma de Habanera
George Reeves - piano
HMV DA 1065
(Setembro de 1923);
*****
-Camile Saint-Saëns
Cello concerto nº 1  em lá menor: Minuet
Orquestra desconhecida  com direcção de Lawrance Collingwood
HMV DB 1094
(Fevereiro e Junho de 1927);
*****
-Camile Saint-Saëns
Allegro appassionato, op. 43
Reginald Paul - piano
HMV DB 1476
(Novembro de 1930);
*****
-Giovanni Battista Sammartini
Sonata em Sol Maior (Arr. J. Salmon)
George Reeves - piano
HMV DB 903
(Outubro de 1925);
*****
-Jean-Baptiste Senaillé
Allemande (Arr.J.Salmon)
George Reeves - piano
HMV DB 680
(Outubro de 1923);
*****
-Leone Sinigaglia
Humoresque, op.16
George Reeves - piano
HMV DB 763
(Novembro de 1923);
*****
*****
Gravações remasterizadas:
- "A Centenary Tribute to Madame Suggia"
Marcello: sonata nº 3 em Ré (Largo e Allegro);
Sammartinni: Sonata n Sol;
Guerini: Allegro con brio;
Camargo: Moto Perpétuo;
Saint-Saëns: Minuet;
Lalo: Intermezzo;
Fauré: Elégie;
Ravel: Peça em forma de Habanera;
Haydn: Cello Concerto nº 2, em Ré;
Bruch: Kol Nidrei
EMI LP EH 7 61083 1
(1988);
*****
- The Recorded Cello: The History of the Cello on Record, Vol. 1
Sinigaglia: Humoresque
PEARL CD GEMM CDS 9)81/3
(1993)
*****
- Guilhermina Suggia Plays HaydN, Bruch, Lalo
Haydn: Cello concerto nº 2 em Ré;
Bruch: Kol Nidrei;
Lalo: Cello Concerto em ré menor;
Sammartinni: Sonata em Sol
DUTTON CD CDBP974(
(2004)
*****